# Cuza Vodă, Dâmbovița
Cuza Vodă este un sat în comuna Sălcioara din județul Dâmbovița, Muntenia, România.

## Istoric
În 1901 s-a stabilit ca satul Cuza Vodă să fie așezat la sud de șoseaua Bănești – Bolovani, unde se întâlnește cu șoseaua naționala Târgoviște – București. Satul Cuza Vodă a fost înființat în anul 1902, cu 10 familii venite din satele din jur.

## Demografie
Populația a crescut constant, astfel că dacă în 1941 avea 136 de familii, în 1975 se numărau 197 de familii.
La recensământul din 18 martie 2002, populația satului Cuza Vodă era de 451 locuitori și satul avea 184 de case.
Școala s-a construit în 1915, iar în 1923 s-a clădit un local nou. Căminul cultural ,,G. Coșbuc” a fost înființat în 1944 pe lângă școala primară.